# Коротюк Оксана Вікторівна
Коротю́к Окса́на Ві́кторівна (нар. 23 жовтня 1985, Київ, Україна) — нотаріус Київського міського нотаріального округу. Доктор юридичних наук, доцент кафедри кримінального права, процесу та криміналістики Інституту економіки та права Класичного приватного університету.

## Освіта
У 2008 році закінчила Академію адвокатури України і отримала диплом магістра права. Розпочала юридичну практику в 2004 році на посаді помічника юриста в Приватному підприємстві «Допомога та захист», де пізніше працювала юристом.
У 2007—2008 роках працювала помічником приватного нотаріуса Київського міського нотаріального округу Клітко Валентини Василівни, після чого проходила стажування у приватного нотаріуса Київського міського нотаріального округу Каплуна Юрія Вікторовича.
У 2014 році отримала науковий ступінь кандидата юридичних наук в Академії адвокатури України, успішно захистивши дисертацію на тему «Нотаріус як спеціальний суб'єкт злочину». У 2015 році за цією ж темою було випущено у світ монографію.
У 2020 році захистила у Дніпропетровському державному університеті внутрішніх справ України докторську дисертацію на тему «Кримінально-правова охорона об'єктів права інтелектуальної власності» та здобула ступінь доктора юридичних наук.

## Творча діяльність
Коротюк Оксана є автором багатьох книг, методичних посібників і науково-практичних коментарів, серед яких "Науково-практичний коментар до Закону України «Про нотаріат» і «Спадкове право: Коментар до книги VI Цивільного кодексу України».
«Закон України „Про звернення громадян“: науково-практичний коментар, судова практика, зразки документів», «Державний реєстр речових прав на нерухоме майно та їх обтяжень. Алгоритм роботи нотаріуса», «Державний реєстр обтяжень рухомого майна. Алгоритм роботи нотаріуса», «Єдиний державний реєстр юридичних осіб, фізичних осіб-підприємців та громадських формувань. Алгоритм роботи нотаріуса» та інших, монографій: «Нотаріус як спеціальний суб'єкт злочину», «Правова охорона нотаріальної таємниці», збірників зразків документів, зокрема, таких як: «Виконавчі написи», «Заповіти», «Запити нотаріуса», «Постанови про відмову у вчиненні нотаріальних дій», «Заяви», «Довіреності», «Договори» та інших, а також укладачем енциклопедичного видання — «Великий енциклопедичний словник юриста», які були видані у видавництві «ОВК» у період з 2013 року по 2019 рік, тощо.
Є шеф-редактором журналу «Право та юстиція».

## Список опублікованих праць

#### Монографія
- Коротюк О. В. Нотаріус як спеціальний суб'єкт злочину: монографія. — К.: ОВК, 2015. — 226 с.[8]
- Правова охорона нотаріальної таємниці: монографія / Д. В. Журавльов, О. В. Коротюк, К. І. Чижмарь. — К.: ОВК, 2017. — 190 с.
- Кримінально-правова охорона об'єктів права інтелектуальної власності: монографія / О. В. Коротюк. — К.: ОВК, 2019. — 1008 с.

### Науково-практичні коментарі
- Коротюк О. В. Науково-практичний коментар Закону України «Про нотаріат». Видання друге, перероблене та доповнене / О. В. Коротюк. — К. : ОВК, 2013. — 776 с.[9]
- Коротюк О. В. Спадкове право: Коментар до книги VI Цивільного кодексу України / О. В. Коротюк; за заг. ред. О. В. Дзери. — Третє видання, перероблене і доповнене. — К. : ОВК, 2017. — 282 с.[10]
- Закон України «Про звернення громадян»: науково практичний коментар, судова практика, зразки документів / Коротюк М. Г., Коротюк О. В., Лисенко С. М. — К. : ОВК, 2017. — 398 с.

### Статті та тези доповідей
- Коротюк О. До питання про спеціальний суб'єкт злочину / О. Коротюк // Юридична Україна. — Київ, 2011. — № 7 (103) — С. 74-78.[11]
- Коротюк О. В. Кримінально-правова характеристика нотаріуса як спеціального суб'єкта злочину / О. В. Коротюк // Вісник Академії адвокатури України. — Київ, 2012. — № 2 (24) — С. 114—118.
- Коротюк, О. В. До питання зловживання нотаріусом професійними повноваженнями за законодавством України / О. В. Коротюк // Нотаріус. — 2013. — № 3. — С. 35-37.
- Коротюк О. В. До питання про визнання нотаріуса службовою особою / О. В. Коротюк // Адвокат. — 2013. — № 3 (150). — С. 43-45.
- Коротюк О. В. Нотаріальна діяльність як різновид діяльності з надання публічних послуг / О. В. Коротюк // «Від громадянського суспільства до правової держави»: Тези VII Міжнародної наукової Internet-конференції студентів та молодих вчених. — Харків: ХНУ імені В. Н. Каразіна, 2012.[12]
- Коротюк О. В. Особливості правового статусу нотаріуса / О. В. Коротюк // «Право, суспільство і держава: форми взаємодії»: Міжнародна науково-практична конференція, м. Київ, 15-16 березня 2013 р. — К. : Центр правових наукових досліджень, 2013. — С. 26-28.
- Коротюк О. В. Про цінність відомостей, які становлять предмет нотаріальної таємниці / О. В. Коротюк // «Актуальні питання розвитку та взаємодії публічного та приватного права»: матеріали Міжнародної науково-практичної конференції, м. Львів, 22-23 березня 2013 р. — Львів: Західноукраїнська організація «Центр правничих ініціатив», 2013. — С. 24 — 27.[13]
- Коротюк О. В. Нотаріус як особа, уповноважена на виконання функцій держави / О. В. Коротюк // «Сутність та значення впливу законодавства на розвиток суспільних відносин»: Матеріали міжнародної науково-практичної конференції (м. Одеса, Україна, 10-11 травня 2013 р.). — у 3-х частинах. — Одеса: ГО «Причорноморська фундація права», 2013. — Ч. ІІІ. — С. 67 — 69.
- Коротюк О. В. Поняття офіційного документа в розумінні кримінального закону / О. В. Коротюк // «Юридичні наукові дискусії як фактор сталого розвитку правової доктрини та законодавства»: Міжнародна науково-практична конференція (м. Київ, 18-19 травня 2013 р.). — у 2-х частинах. — К. : Центр правових наукових досліджень, 2013. — Ч. II. — С. 56 — 59.
- Коротюк О. В. Вина у злочинах, які посягають на об'єкти права інтелектуальної власності // Право та Закон. — 2019. — № 2. — С. 79 — 85.
- Коротюк О. В. До питання змісту понять «інтелектуальна власність» та «право інтелектуальної власності» // Теорія і практика інтелектуальної власності. — 2019. — № 6. — С. 125—138.
- Коротюк О. В. Загальний суб'єкт злочинів, що посягають на об'єкти права інтелектуальної власності // Актуальні дослідження правової та історичної науки. Матеріали міжнародної науково-практичної інтернет-конференції (04.03.2020 року). — Тернопіль, 2020. — Випуск 20. — С. 51 — 55.[14]
- Коротюк О. В. Заходи кримінально-правового характеру за злочини, що посягають на об'єкти права інтелектуальної власності, які застосовуються поза межами кримінальної відповідальності особи // Вплив юридичної науки на розвиток міжнародного та національного законодавства. Міжнародна науково-практична конференція (14 — 15 лютого 2020 р.). — Харків, 2020. — С. 96 — 99.
- Коротюк О. В. Кримінально-правова охорона об'єктів права інтелектуальної власності за австрійським законодавством на західноукраїнських землях, що входили до складу Австро-Угорської імперії (ХІХ — початок XX століть) // ReOS. — 2018. — 04. — С. 133—138.
- Коротюк О. В. Кримінально-правова охорона об'єктів права інтелектуальної власності за законодавством Франції // Економіка, фінанси, облік та право: аналіз тенденцій та перспектив розвитку. Збірник тез доповідей Міжнародної науково-практичної конференції (05 березня 2020 року). — Полтава, 2020. — С. 51 — 53.
- Коротюк О. В. Кримінально-правова охорона об'єктів права інтелектуальної власності за Угорським кримінальним уложенням 1878 року // Теоретичні та прикладні аспекти розвитку науки. Матеріали V Міжнародної науково-практичної конференції (30 — 31 січня 2020 р.). — Київ, 2020. — Частина II. — С. 56 — 58.
- Коротюк О. В. Кримінально-правова охорона об'єктів права інтелектуальної власності на західноукраїнських землях, що входили до складу Австро-Угорської імперії (ХІХ — початок XX століть) // Сучасний стан та перспективи розвитку економіки, обліку, менеджменту, фінансів та права. Збірник тез доповідей Міжнародної науково-практичної конференції (26 січня 2019 року). — Полтава, 2019. — Частина 5. — С. 55 — 60.
- Коротюк О. В. Кримінально-правова охорона об'єктів права інтелектуальної власності на західноукраїнських землях, що входили до складу Польщі // Науковий вісник Ужгородського національного університету. Серія «Право». — 2018. — Випуск 50. — Т. 4. — С. 167—172.
- Коротюк О. В. Кримінально-правова охорона об'єктів права інтелектуальної власності на українських землях за Кримінальним уложенням 1903 року // Вісник кримінального судочинства. — 2019. — № 1. — С. 135—143.
- Коротюк О. В. Кримінально-правова охорона об'єктів права інтелектуальної власності у мережі Інтернет //Альманах науки. — 2020. — № 3. — С. 48 — 50.
- Коротюк О. В. Мета вчинення діяння, передбаченого ст. 231 КК України // Право, держава та громадянське суспільство в умовах системних реформ. Матеріали II Науково-практичної конференції (21 — 22 лютого 2020 р.). — Дніпро, 2020. — С. 74 — 76.
- Коротюк О. В. Механізм заподіяння шкоди потерпілим у разі вчинення посягання на об'єкт права інтелектуальної власності // Актуальні дослідження правової та історичної науки. Матеріали міжнародної науково-практичної інтернет-конференції (06 лютого 2020 р.). — Тернопіль, 2020. — Випуск 19. — С. 71 — 75.
- Коротюк О. В. Механізм заподіяння шкоди правам, свободам та інтересам учасників відносин інтелектуальної власності у разі вчинення посягання на об'єкт права інтелектуальної власності. — Науковий вісник Ужгородського національного університету. Серія «Право». — 2018. — Випуск 50. — Т. 4. — С. 124—129.[15]
- Коротюк О. В. Механізм заподіяння шкоди соціальним зв'язкам у разі вчинення посягання на об'єкт права інтелектуальної власності. — Науковий вісник Ужгородського національного університету. Серія «Право». — 2015. — Випуск 33. — Ч. 2. — Т. 3. — С. 131—137.
- Коротюк О. В. Механізм заподіяння шкоди соціальним зв'язкам у разі вчинення посягання на об'єкт права інтелектуальної власності // Перспективні напрямки розвитку економіки, фінансів, обліку та права: теорія і практика. Збірник тез доповідей Міжнародної науково-практичної конференції (12 лютого 2020 р.). — Полтава, Україна. — Частина 5. — С. 30 — 32.[16]
- Коротюк О. В. Нормативний підхід до розуміння понять «інтелектуальна власність» і «право інтелектуальної власності» // Науковий вісник публічного та приватного права. — 2020. — Випуск 2. — С. 139—143.
- Коротюк О. В. Нотаріус як спеціальний суб'єкт злочину: дисертація на здобуття наукового ступеня кандидата юридичних наук: спеціальність 12.00.08 — кримінальне право та кримінологія; кримінально-виконавче право / Коротюк Оксана Вікторівна; Академія адвокатури України. — Київ, 2013. — 238 с.
- Коротюк О. В. Об'єкт кримінально-правової охорони у посяганнях на об'єкти права інтелектуальної власності // Сучасні проблеми правової системи та державотворення в Україні. Матеріали міжнародної науково-практичної конференції (21 — 22 лютого 2020 р.). — Запоріжжя, 2020. — С. 99 — 103.
- Коротюк О. В. Обставини, що виключають злочинність діяння, при вчиненні дій чи бездіяльності щодо об'єктів права інтелектуальної власності //Альманах науки. — 2020. — № 2. — С. 69 — 73.
- Коротюк О. В. Обсяг і соціальна сутність вини у злочинах, що посягають на об'єкти права інтелектуальної власності //Актуальні питання сучасної науки та освіти. Матеріали Міжнародної науково-практичної конференції (02 — 03 березня 2020 р.). — Львів, 2020. — Частина І. — С. 42 — 43.
- Коротюк О. В. Окремі питання удосконалення санкцій кримінально-правових норм, які передбачають відповідальність за посягання на об'єкти права інтелектуальної власності у виді штрафу // Наукова думка сучасності і майбутнього. Збірник статей учасників тридцять п'ятої всеукраїнської практично-пізнавальної конференції (08 лютого 2020 р.). — Дніпро, 2020. — С. 8 — 10.
- Коротюк О. В. Основні нетипові форми посягань на об'єкти права інтелектуальної власності за законодавством зарубіжних країн. — Прикарпатський юридичний вісник. — 2019. — № 3. — С. 111—116.
- Коротюк О. В. Основні типові форми суспільно небезпечних посягань на об'єкти права інтелектуальної власності, пов'язані з розголошенням комерційної таємниці та вчиненням інших незаконних дій щодо порушення встановленого порядку використання відомостей щодо законодавства зарубіжних країн // Право та Закон. — 2019. — № 1. — С. 39 — 46.
- Коротюк О. В. Особливості визначення об'єкта кримінально-правової охорони у посяганнях на об'єкти права інтелектуальної власності // Формування сучасної наукової думки. Матеріали міжнародної наукової конференції (31 січня 2020 р.). — Кропивницький, 2020. — С. 180—183.
- Коротюк О. В. Особливості відмежування злочинів, передбачених статтями 176, 177, 229 КК України, від адміністративних правопорушень, передбачених статтями 51-2, 164-9, 164-6, 164-7, 164-17, 164-18, 156-3 КУпАП // Науковий вісник Ужгородського національного університету. Серія «Право». — 2018. — Випуск 50. — Т. 4. — С. 184—189.
- Коротюк О. В. Особливості відмежування злочинів, передбачених статтями 231, 232, 232-1 і 232-2 КК України, від адміністративних правопорушень, передбачених статтями 164-3, 163-9, 163-5 КУпАП // Наукові записки. Серія: Право. — 2019. — Випуск 6. Спецвипуск. — С. 155—160.
- Коротюк О. В. Особливості кримінальної відповідальності за злочини, що посягають на об'єкти права інтелектуальної власності, за КК УРСР 1922 та 1927 років // Науковий вісник Дніпропетровського державного університету внутрішніх справ. — 2018. — № 3. — С. 97 — 103.
- Коротюк О. В. Особливості кримінально-правового регулювання правомірної поведінки, яка стосується використання чи вчинення інших дій щодо об'єктів права інтелектуальної власності // Суспільство, економіка, право: теорія, методологія, концепції розвитку. Матеріали II Міжнародної науково-практичної конференції (07 — 08 лютого 2020 р.). — Київ, 2020. — С. 88 — 96.
- Коротюк О. В. Особливості кримінально-правової охорони економічних та інших інтересів суб'єктів права інтелектуальної власності на українських землях за Кримінальним уложенням 1903 року // European Cooperation. Scientific Approaches and Applies Technologies. — Warszawa, 2019. — № 4. — С. 40 — 50.
- Коротюк О. В. Особливості кримінально-правової охорони об'єктів права інтелектуальної власності // Науковий вісник Дніпропетровського державного університету внутрішніх справ. — 2018. — № 4. — С. 144—150. — С. 148.
- Коротюк О. В. Особливості кримінально-правової охорони об'єктів права інтелектуальної власності на західноукраїнських землях, що входили до складу Польщі // Інноваційні наукові дослідження: теорія, методологія, практика. Матеріали IV Міжнародної науково-практичної конференції (28 — 29 лютого 2020 р.). — Київ, 2020. — С. 151—154.
- Коротюк О. Особливості та соціально-економічні складові понять «Інтелектуальна власність» та «Право інтелектуальної власності» // European Cooperation. Scientific Approaches and Applies Technologies. — Warszawa, 2019. — № 2. — С. 99 — 116.
- Коротюк О. В. Порушення права на об'єкти права інтелектуальної власності на західноукраїнських землях за австрійським законодавством періоду Австро-угорської імперії (ХІХ — початок XX століть) // Науковий вісник публічного та приватного права. — 2019. — Випуск 4. — С. 101—107.
- Коротюк О. В. Правомірність створення об'єкта права інтелектуальної власності як умова його охороноздатності та кримінально-правової охорони // Наукові тренди постіндустріального суспільства. Матеріали міжнародної наукової конференції (28 лютого 2020 р.). — 2 том. — С. 63 — 65.
- Коротюк О. В. Соціальна обумовленість криміналізації посягань на об'єкти права інтелектуальної власності // Науковий вісник Дніпропетровського державного університету внутрішніх справ. — 2019. — № 1. — С. 165—169.
- Коротюк О. В. Формулювання «незаконний» у конструкціях статей 176, 177 та 229 Кримінального кодексу України // Сорок четверті економіко-правові дискусії. Матеріали міжнародної науково-практичної інтернет-конференції (18 лютого 2020 р.). — Львів, 2020. — С. 152—156.
- Коротюк О. До питання про спеціальний суб'єкт злочину // Юридична Україна. — Київ, 2011. — № 7 (103) — С. 74 — 78.
- Коротюк О. Соціально-економічні аспекти кримінально-правової охорони об'єктів права інтелектуальної власності за Кримінальним кодексом України // European Cooperation. Scientific Approaches and Applies Technologies. — Warszawa, 2018. — № 7. — С. 73 — 94.
- Коротюк О. Соціально-економічні та інші передумови криміналізації посягань на об'єкти права інтелектуальної власності // European Cooperation. Scientific Approaches and Applies Technologies. — Warszawa, 2019. — № 3. — С. 55 — 67.
- Коротюк О. Особливості виконання нотаріусом функції щодо забезпечення доказів у кримінальному процесі: Порівняльноправове дослідження (Україна та Сполучені Штати Америки) // Науковий фаховий журнал Інформація і право, 2022. ‒ № 4(43). ‒ С. 156 ‒ 164.
- Коротюк О. Особливості правового статусу нотаріуса як медіатора // Науковий журнал Ірпінський юридичний часопис, 2022. ‒ № 2 (9). ‒ С. 67 ‒ 77.

### Навчальні посібники
- Нотаріальне посвідчення договорів. Практичні рекомендації / О. В. Коротюк; за заг. ред.. В. М. Черниша. — К.: Юрінком Інтер, 2010. — 312с.
- Судова практика у справах про визнання заповітів недійсними / О. В. Коротюк; за заг. ред. О. І. Євтушенко. — К.: ОВК, 2013. — 208с.
- Судова практика у справах про визнання недійсними договорів довічного утримання, договорів дарування / О. В. Коротюк — К.: ОВК, 2016. — 200с.
- Кримінальний кодекс Чеської Республіки / Переклад на українську мову — О. В. Коротюк. — К. : ОВК, 2020. — 264 с.[17]
- Законодавство України про нотаріат XIX—XXI століть: збірник нормативно-правових актів — законодавства України про нотаріат XIX—XXI століть: збірник нормативно-правових актів / Д. В. Журавльов, О. В. Коротюк, К. І. Чижмарь, — К.: ОВК, 2021. — Т. І. — 1002 с.
- Законодавство України про нотаріат XIX—XXI століть: збірник нормативно-правових актів — законодавства України про нотаріат XIX—XXI століть: збірник нормативно-правових актів / Д. В. Журавльов, О. В. Коротюк, К. І. Чижмарь, — К.: ОВК, 2021. — Т. II. — 798 с.
- Встановлення юридичних фактів смерті, народження та інших фактів, що відбулися на територіях, непідконтрольних українській владі: аналіз і узагальнення судової практики / О. С. Дніпров, Д. В. Журавльов, О. В. Коротюк. — К.: ОВК, 2021. — 278 с.
- Судова практика у справах про визнання недійсними свідоцтв про право на спадщину: / О. В. Коротюк, д. ю. н. — К. : ОВК, 2021. — 148 с.
- Кримінальник кодекс Грузії / Переклад на українську мову 0 Т. В. Руденко; під заг. ред. О. В. Коротюк. — К.: ОВК, 2021. — 254 с.
- Кримінальний кодекс Литовської Республіки / переклад — К. В. Менченя; під ред. О. В. Коротюк. — К. : ОВК, 2021. — 158 с.
- Кримінальний кодекс Турецької Республіки / Переклад — В. С. Станіч / під ред. О. В. Коротюк, д. ю. н. — К. : ОВК, 2021. — 190 с.
- Конституції країн світу: Королівство Данія, Французька Республіка, Чеська Республіка, Республіка Польща / О. В. Коротюк, О. В. Лавринович. — К. : ОВК, 2021. — 232 с.
- Конституції країн світу: Королівство Бельгія, Федеративна Республіка Німеччина, Королівство Швеція / О. В. Коротюк, О. В. Лавринович. — К. : ОВК, 2021. — 370 с.
- Конституція країн світу: Республіка Болгарія, Румунія, Угорщина, Республіка Хорватія / Переклад — Т. В. Руденко / О. В. Коротюк, О. В. Лавринович. — К. : ОВК, 2021. — 250 с.
- Конституція країн світу: Італійська Республіка, Держава-Місто Ватикан, Королівство Іспанія, Португальська Республіка / О. В. Коротюк, О. В. Лавринович / Переклад — Т. В. Руденко, В. С. Станіч. — К. : ОВК, 2021. — 320 с.
- Конституція країн світу: Швейцарська Конфедерація, Королівство Норвегія, Фінляндська Республіка / О. В. Коротюк, О. В. Лавринович / Переклад — Т. В. Руденко, В. С. Станіч. — К. : ОВК, 2021. — 180 с.
- Словник латинських висловів / О. В. Коротюк, В. С. Станіч. — К. : ОВК, 2021. — 218 с.
- Закон України «Про гарантування речових прав на об'єкти нерухомого майна, які будуть споруджені в майбутньому»: науково-практичний коментар / М. Г. Коротюк, О. В. Коротюк ‒ К. ОВК, 2023. ‒ 230 с.
- Основи правознавства: методичний посібник/ Коротюк О. В., Коротюк М. Г., Монаєнко А. О. ‒ К. ОВК, 2023. ‒ 244 с.
- Конституції країн світу: Королівство Нідерланди, Велике Герцогство Люксембург, Республіка Мальта, Князівство Монако/ Коротюк О. В., Лавринович О. В. ‒ К. ОВК, 2023. ‒ 260 с.
- Конституції країн світу: Князівство Андорра, Гібралтар, Князівство Ліхтенштейн, Республіка Сан-Марино/ Коротюк О. В., Лавринович О. В. ‒ К. ОВК, 2023. ‒ 188 с.
- Конституції країн світу: Конституційні акти Сполученого Королівства Великої Британії та Північної Ірландії/ Коротюк О. В., Лавринович О. В. ‒ К. ОВК, 2023. ‒ 700 с.

### Практичні посібники
- Виконавчі написи: зразки нотаріальних документів / О. В. Коротюк. — К.: ОВК, 2018. — 28 с.
- Заповіти: зразки нотаріальних документів / О. В. Коротюк. — К.: ОВК, 2018. — 44 с.
- Державний реєстр речових прав на нерухоме майно та їх обтяжень. Алгоритм роботи нотаріуса: практ. посіб. / О. В. Коротюк, К. І. Чижмарь, Д. В. Журавльов / за ред.. К. І. Чижмарь. — Друге видання, перероблене і доповнене. — К.: ОВК, 2017. — 174 с.
- Державний реєстр обтяжень рухомого майна. Алгоритм роботи нотаріуса: практ. посіб. / О. В. Коротюк, К. І. Чижмарь, Д. В. Журавльов / за ред.. К. І. Чижмарь. — К.: ОВК, 2018. — 106 с.
- Єдиний державний реєстр юридичних осіб, фізичних осіб-підприємців та громадських формувань. Алгоритм роботи нотаріуса: практ. посіб. / О. В. Коротюк, К. І. Чижмарь, Д. В. Журавльов / за ред.. К. І. Чижмарь. — Друге видання, перероблене і доповнене. — К.: ОВК, 2017. — 128 с.
- Державний земельний кадастр. Алгоритм роботи нотаріуса: практ. посіб. / Д. В. Журавльов, О. В. Коротюк, К. І. Чижмарь / за ред.. К. І. Чижмарь. — К.: ОВК, 2017. — 46 с.
- Спадковий реєстр. Алгоритм роботи нотаріуса: практ. посіб. / О. В. Коротюк, К. І. Чижмарь, Д. В. Журавльов / за ред.. К. І. Чижмарь. — К.: ОВК, 2018. — 112 с.
- Захист прав нотаріуса у кримінальному процесі: практичний аспект / М. Г Коротюк, О. В. Коротюк / під заг. ред. В. Л. Менчинського. — К.: ОВК, 2017. — 70с.
- Запити нотаріуса: зразки документів/ О. В. Коротюк. — К.: ОВК, 2018. — 57 с.
- Постанови про відмову у вчиненні нотаріальних дій: зразки документів / О. В. Коротюк. — К.: ОВК, 2018. — 95 с.
- Державний реєстр актів цивільного стану. Алгоритм роботи нотаріуса: практ. посіб. / Д. В. Журавльов, О. В. Коротюк, К. І. Чижмарь / за ред.. К. І. Чижмарь. — К.: ОВК, 2018. — 72 с.
- Реєстр територіальної громади. Алгоритм роботи нотаріуса / Журавльов Д. В., Коротюк О. В., Чижмарь К. І. — К.: ОВК, 2018. — 30 с.
- Реєстр територіальної громади. Алгоритм роботи нотаріуса: практ. посіб. / О. В. Коротюк, К. І. Чижмарь, Д. В. Журавльов / за ред.. К. І. Чижмарь. — К.: ОВК, 2018. — 30 с.
- Зразки заповнення посвідчу вальних написів і свідоцтв нотаріуса: практичний посібник / О. В. Коротюк, д. ю. н. — К. : ОВК, 2021. — 206 с.
- Інвестування в нерухомість: зразки документів/ Коротюк О. В. ‒ К. : ОВК, 2023. ‒ 458 с.
- Іпотека, звернення стягнення на нерухоме майно/ Коротюк О. В. ‒ К. : ОВК, 2024. ‒ 204 с.
- Спадщина: зразки нотаріальних документів/ Коротюк О. В. ‒ К. : ОВК, 2024. ‒ 202 с.

### Енциклопедичні видання
- Великий юридичний енциклопедичний словник: / в 3-х тт. / уклад.: Галунько В. В., Дрозд О. Ю., Журавльов Д. В. та ін.; за ред. Коротюк О. В. — К. : ОВК, 2018.[18]

## Професійна діяльність
З 3 жовтня 2010 року займається приватною нотаріальною діяльністю у м. Києві.
У 2014 році стала членом Методичної ради з питань нотаріату при Головному територіальному управлінні юстиції у м. Києві, і є лектором Інституту права та післядипломної освіти Міністерства юстиції України.
З 2022 року є науковим співробітником Наукового-дослідного інституту публічного права.
Оксана Вікторівна є фахівцем української правової системи, яка забезпечує правову довіру та захист прав та інтересів громадян і бізнесу.
В основі її роботи закладено принципи законності, відповідальності, об'єктивності та конфіденційності, що забезпечуються виконанням і суворим дотриманням законодавчих норм та вимог підзаконних актів. Це спрямовано на захист прав та інтересів осіб, які звертаються за вчиненням нотаріальних дій. Додержання нотаріусом порядку вчинення нотаріальних дій і чітке виконання вимог закону є гарантією захисту прав та законних інтересів фізичних і юридичних осіб у контексті реалізації превентивної функції нотаріальної діяльності, а саме — недопущення судових спорів.
З 2010 року працює приватним нотаріусом у Київському міському нотаріальному окрузі.